# Brad Marsh
Charles Bradley "Brad" Marsh, född 31 mars 1958, är en kanadensisk före detta professionell ishockeyback som tillbringade 15 säsonger i den nordamerikanska ishockeyligan National Hockey League (NHL), där han spelade för Atlanta Flames, Calgary Flames, Philadelphia Flyers, Toronto Maple Leafs, Detroit Red Wings och Ottawa Senators. Han producerade 198 poäng (23 mål och 175 assists) samt drog på sig 1 241 utvisningsminuter på 1 086 grundspelsmatcher.
Marsh spelade också för London Knights i Ontario Major Junior Hockey League (OMJHL).
Han draftades av Atlanta Flames i första rundan i 1978 års draft som elfte spelaren totalt.
Efter den aktiva spelarkarriären har Marsh arbetat som chef för utveckling av affärs- och ishockeyverksamheten och chef för alumniföreningen för Ottawa Senators; drivit restauranger samt sedan 2015 som chef för samhällsutveckling och alumniföreningen för Philadelphia Flyers.

## Statistik
| 1973–1974    | London Knights      | OHA-Jr.      | 13   | 0  | 0   | 0   | 2    | —  | — | —  | —  | —   |
| 1974–1975    | London Knights      | OMJHL        | 70   | 4  | 17  | 21  | 160  | —  | — | —  | —  | —   |
| 1975–1976    | London Knights      | OMJHL        | 61   | 3  | 26  | 29  | 184  | 5  | 1 | 2  | 3  | 18  |
| 1976–1977    | London Knights      | OMJHL        | 63   | 7  | 33  | 40  | 121  | 20 | 3 | 5  | 8  | 47  |
| 1977–1978    | London Knights      | OMJHL        | 62   | 8  | 55  | 63  | 192  | 11 | 2 | 10 | 12 | 21  |
| 1978–1979    | Atlanta Flames      | NHL          | 80   | 0  | 19  | 19  | 101  | 2  | 0 | 0  | 0  | 17  |
| 1979–1980    | Atlanta Flames      | NHL          | 80   | 2  | 9   | 11  | 119  | 4  | 0 | 1  | 1  | 2   |
| 1980–1981    | Calgary Flames      | NHL          | 80   | 1  | 12  | 13  | 87   | 16 | 0 | 5  | 5  | 8   |
| 1981–1982    | Calgary Flames      | NHL          | 17   | 0  | 1   | 1   | 10   | —  | — | —  | —  | —   |
|              | Philadelphia Flyers | NHL          | 66   | 2  | 22  | 24  | 106  | 4  | 0 | 0  | 0  | 2   |
| 1982–1983    | Philadelphia Flyers | NHL          | 68   | 2  | 11  | 13  | 52   | 2  | 0 | 1  | 1  | 0   |
| 1983–1984    | Philadelphia Flyers | NHL          | 77   | 3  | 14  | 17  | 83   | 3  | 1 | 1  | 2  | 2   |
| 1984–1985    | Philadelphia Flyers | NHL          | 77   | 2  | 18  | 20  | 91   | 19 | 0 | 6  | 6  | 65  |
| 1985–1986    | Philadelphia Flyers | NHL          | 79   | 0  | 13  | 13  | 123  | 5  | 0 | 0  | 0  | 2   |
| 1986–1987    | Philadelphia Flyers | NHL          | 77   | 2  | 9   | 11  | 124  | 26 | 3 | 4  | 7  | 16  |
| 1987–1988    | Philadelphia Flyers | NHL          | 70   | 3  | 9   | 12  | 57   | 7  | 1 | 0  | 1  | 8   |
| 1988–1989    | Toronto Maple Leafs | NHL          | 80   | 1  | 15  | 16  | 79   | —  | — | —  | —  | —   |
| 1989–1990    | Toronto Maple Leafs | NHL          | 79   | 1  | 13  | 14  | 95   | 5  | 1 | 0  | 1  | 2   |
| 1990–1991    | Toronto Maple Leafs | NHL          | 22   | 0  | 0   | 0   | 15   | —  | — | —  | —  | —   |
|              | Detroit Red Wings   | NHL          | 20   | 1  | 3   | 4   | 16   | 1  | 0 | 0  | 0  | 0   |
| 1991–1992    | Detroit Red Wings   | NHL          | 55   | 3  | 4   | 7   | 53   | 3  | 0 | 0  | 0  | 0   |
| 1992–1993    | Ottawa Senators     | NHL          | 59   | 0  | 3   | 3   | 30   | —  | — | —  | —  | —   |
| NHL totalt   | NHL totalt          | NHL totalt   | 1086 | 23 | 175 | 198 | 1241 | 97 | 6 | 18 | 24 | 124 |
| OMJHL totalt | OMJHL totalt        | OMJHL totalt | 256  | 22 | 131 | 153 | 657  | 36 | 6 | 17 | 23 | 86  |

### Internationellt
| Källa:        | Källa:        | Källa:        |         | Utv = Utvisningsminuter | Utv = Utvisningsminuter | Utv = Utvisningsminuter | Utv = Utvisningsminuter | Utv = Utvisningsminuter |
| År            | Lag           | Mästerskap    | Matcher | Mål                     | Assists                 | Poäng                   | Utv                     |                         |
| ------------- | ------------- | ------------- | ------- | ----------------------- | ----------------------- | ----------------------- | ----------------------- | ----------------------- |
| 19787         | Kanada        | JVM           | 7       | 1                       | 3                       | 4                       | 14                      |                         |
| 1978          | Kanada        | JVM           | 6       | 0                       | 4                       | 4                       | 2                       |                         |
| 1979          | Kanada        | VM            | 6       | 1                       | 0                       | 1                       | 4                       |                         |
| Junior totalt | Junior totalt | Junior totalt | 13      | 1                       | 7                       | 8                       | 16                      |                         |
| Senior totalt | Senior totalt | Senior totalt | 6       | 1                       | 0                       | 1                       | 4                       |                         |